# Pieter Alexander van Boetzelaer
Pieter Alexander van Boetzelaer (Leiden, 9 januari 1759 – Amsterdam, 18 oktober 1826) was een Nederlands jurist, burgemeester en edelman.
Van Boetzelaer was de zoon van Nicolaas des Heiligen Roomschen Rijks baron van den Boetzelaer en Elisabeth Dorothea de Raet. Hij was raadsheer in den Hove van Holland en Zeeland tot 1795, burgemeester van Amsterdam van 1813 tot 1824, lid der Provinciale Staten van Noord-Holland en lid van de Tweede Kamer der Staten-Generaal.
Hij werd door koning Willem I der Nederlanden benoemd in de Ridderschap van Holland bij Organiek Besluit van 28 augustus 1814 No. 14. Op 18 juli 1819 werd hij als baron "van Boetzelaer" ingelijfd in de Nederlandse adel. Zijn titel was immers Duits. Het Koninklijk Besluit bepaalde dat al zijn wettige afstammelingen ook de titel van baron en barones zouden dragen.